# Dicranella simplex
Dicranella simplex là một loài Rêu trong họ Dicranaceae. Loài này được (P. Beauv.) Brockm. mô tả khoa học đầu tiên năm 1870.